# Opel Ascona C
Opel Ascona C er en stor mellemklassebil fra Opel, som var i produktion fra september 1981 til august 1988. Modellen er Opel-varianten af den i talrige lande fremstillede såkaldte J-Car-serie fra General Motors.

## Modelhistorie

### Generelt
For første gang i denne klasse benyttede Opel forhjulstræk. Ascona C findes som to- og firedørs sedan samt som femdørs combi coupé med stor bagklap. Flere karosserifabrikanter havde specialiseret sig i at ombygge den todørs sedan til en cabriolet, som også kunne købes gennem det regulære Opel-forhandlernet.
Ascona C's historie kan opdeles i tre kapitler. Versionerne adskiller sig en smule i karrosseri og udstyr. Den væsentligste ændring var overgangen fra Ascona C1 til Ascona C2, hvor der også fandt omfattende karrosseriændringer sted.

### Ascona C1 (9/1981−10/1984)
Ascona C1 fandtes med motorerne 1.3 N, 1.3 S, 1.6 N, 1.6 SH, 1.8 E (fra modelår 1983) og 1.6 D.
Udstyrsniveauer
- Basismodel (uden tilnavn, alle karrosserivarianter, ikke med 1.8 E-motor)
- Luxus (alle karrosserivarianter, alle motorer)
- Berlina (alle karrosserivarianter, alle motorer)
- CD (fra modelår 1983, kun fire- og femdørs, kun med 1.8 E-motor)
- SR (alle karrosserivarianter, kun med 1.6 SH-motor), SR/E (fra modelår 1983, alle karrosserivarianter, kun med 1.8 E-motor)

Specialmodeller
- Touring (fra modelår 1983, fire- og femdørs, 1.3 N, 1.3 S, 1.6 N, 1.6 SH og 1.6 D)
- J (fra modelår 1983, alle karrosserivarianter, 1.3 N, 1.3 S, 1.6 N og 1.6 SH)
- Sport (modelår 1984, to- og firedørs, kun 1.6 SH og 1.8 E)

- Opel Ascona J (1983−1984)
- Opel Ascona som todørs sedan (1981–1984)
- Opel Ascona combi coupé (1981−1984)
- Opel Ascona combi coupé (1981−1984)

### Ascona C2 (10/1984−8/1986)
Ændringer i forhold til Ascona C1 blandt andet:
- Nye forlygter og blinklys
- Alle modeller med kølergrill fra Ascona CD
- Baglygter med sorte striber
- Nye sæder og sædekonsoller fra Kadett E
- Kombiinstrument fra Kadett E
- Stor kabinelampe i nyt design fra Kadett E
- Bakspejl befæstiget på forrude
- Kofangere og pyntelister i grå i stedet for sort. På visse modeller også brun.
- Motorer med Varajet-karburator med manuel choker

Motorer: 1.3 N, 1.3 S, 1.6 N, 1.6 N med Euronorm (fra modelår 1986), 1.6 SH, 1.8 E, 1.6 D(A) og 1.8 NE fra modelår 1985 (ikke for todørs sedan).
1.8 NE havde for første gang i Ascona reguleret katalysator, mens 1.6 N med Euronorm er forberedt for eftermontering af katalysator.
Udstyrsvarianter
- LS (tidligere Ascona, alle karrosserivarianter, alle motorer undtagen 1.8 E)
- GL (tidligere Luxus, alle karrosserivarianter, alle motorer)
- GLS (tidligere Berlina, fire- og femdørs, alle motorer)
- CD (fire- og femdørs, kun 1.6 SH, 1.8 NE og 1.8 E)
- GT (tidligere SR og SR/E, alle karrosserivarianter, kun 1.6 SH, 1.8 NE og 1.8 E)

Specialmodeller
- GT/Sport (modelår 1986, alle karrosserivarianter, motorer som GT)
- Touring (modelår 1986, fire- og femdørs, 1.6 N, 1.6 SH, 1.8 NE, 1.8 E og 1.6 D)

- Opel Ascona sedan (1984–1986)
- Bagfra
- Opel Ascona GT

### Ascona C3 (8/1986−8/1988)
Ændringer i forhold til Ascona C2:
- Nye baglygter inkl. ny hækblænde
- Ny frontspoiler til alle versioner
- Hvide blinklys fortil
- Ny kølergrill lakeret i bilens farve
- Kofangere, pyntelister og skrifttræk i blå-grå

Motorer: 1.6 N, 1.6 SV (kun modelår 1987), 1.8 NV, 1.6 NZ, 1.6 LZ, 2.0 NE, 2.0 NEF, 2.0 SEH, 1.6 DA.
Udstyrsvarianter:
- LS (alle karrosserivarianter, alle motorer undtagen 2.0 SEH)
- GL, fra modelår 1988 Touring (fire- og femdørs, alle motorer undtagen 2.0 SEH)
- GLS, fra modelår 1988 GLS Exklusiv (fire- og femdørs, alle motorer undtagen 2.0 SEH)
- GT, fra modelår 1988 GT/Sport (alle karrosserivarianter, 1.6 SV (kun 1987), 1.8 NV (kun 1988), 2.0 NE, 2.0 SEH)

Specialmodeller:
- Jubilee (modelår 1987, fire- og femdørs, 1.6 NZ, 2.0 NE, 1.8 NV i 1987 eksklusivt for Jubilee)
- Sprint (Irmscher-version, fra modelår 1987, kun firedørs, 2.0 NE og 2.0 SEH), fremstillet af Irmscher i 1.399 eksemplarer i fire farvetoner. I Schweiz hed modellen i200 og blev bygget af Irmscher i 879 eksemplarer. Til det britiske marked blev modellen fremstillet med højrestyring under navnet Vauxhall Cavalier Calibre i ca. 500 eksemplarer af Irmscher.

I september 1988 kom efterfølgeren Vectra A på markedet. Frem til produktionens indstilling blev der fremstillet 1.721.647 eksemplarer af Ascona C.
- Opel Ascona sedan (1986–1988)
- Bagfra
- Opel Ascona combi coupé (1986–1988)

## Motorer
- 13N (LY1) − 1,3 liter, 44 kW (60 hk), karburator Solex 35PDSI
- 13S (LX9) − 1,3 liter, 55 kW (75 hk), karburator GM Varajet II
- 13S (LX9) − 1,3 liter, 55 kW (75 hk), karburator Pierburg 2E3
- 16N (LY5) − 1,6 liter, 55 kW (75 hk), karburator Pierburg 1B1
- C16NZ (L73) − 1,6 liter, 55 kW (75 hk), centralindsprøjtning Multec, katalysator
- E16NZ (L73) − 1,6 liter, 55 kW (75 hk), centralindsprøjtning Multec, forberedt til eftermontering af katalysator
- 16SV (2H1) − 1,6 liter, 60 kW (82 hk), karburator Pierburg 2E3
- 16SH (L16) − 1,6 liter, 66 kW (90 hk), karburator GM Varajet II
- E18NV (LV9) − 1,8 liter, 62 kW (84 hk), elektronisk styret (Ecotronic) karburator Pierburg 2EE, forberedt til eftermontering af katalysator
- C18NE (LV6) − 1,8 liter, 74 kW (100 hk), indsprøjtning Bosch LU-Jetronic, katalysator
- 18E (LV6) − 1,8 liter, 85 kW (115 hk), indsprøjtning Bosch LE-Jetronic
- C20NEF − 2,0 liter, 74 kW (100 hk), indsprøjtning Bosch Motronic ML4.1, katalysator (myndighedsversion)
- 20NE (LE4) − 2,0 liter, 85 kW (115 hk), indsprøjtning Bosch Motronic ML4.1
- C20NE (LE4) − 2,0 liter, 85 kW (115 hk), indsprøjtning Bosch Motronic ML4.1, katalysator
- 20SEH (2H4) − 2,0 liter, 96 kW (130 hk), indsprøjtning Bosch Motronic ML4.1
- 16D(A) (L53) − 1,6 liter, 40 kW (54 hk), hvirvelkammer-sugediesel

## Sikkerhed
Det svenske forsikringsselskab Folksam vurderer flere forskellige bilmodeller ud fra oplysninger fra virkelige ulykker, hvorved risikoen for død eller invaliditet i tilfælde af en ulykke måles. I rapporterne Hur säker är bilen? er/var Ascona i årgangene 1982 til 1988 klassificeret som følger:
- 1999: Som middelbilen[3]

## J-Car-modeller i andre lande
Ascona C blev i Storbritannien solgt under navnet Vauxhall Cavalier. Den findes også i en stationcarudgave (Vauxhall Cavalier Estate), som ikke blev markedsført i Tyskland og Danmark. De nødvendige dele blev fremstillet af Holden i Australien. Combi coupé-versionens lave styktal og Kadett Caravan's store succes samt den direkte konkurrent Volkswagen Passat Variant fører til den konklusion, at Opel med denne stationcarversion kunne have solgt flere Ascona'er i Tyskland. Paradoksalt nok ignorerede man dette fænomen i Ascona C's syvårige produktionsperiode og fortsatte strategien frem til Vectra B.
I Nordamerika omfatter J-Car-serien, som Ascona C tilhører, modellerne Chevrolet Cavalier, Buick Skyhawk, Oldsmobile Firenza og Cadillac Cimarron, som findes i sedan-, stationcar- og coupéudgaver. I Brasilien blev Ascona C solgt under navnet Chevrolet Monza i en i andre lande ikke tilgængelig tredørs combi coupé-version. I Australien fik Ascona lettere modifikationer på karrosseriet og blev herefter solgt som Holden Camira. I Japan blev der fremstillet en selvstændig version af J-Car, Isuzu Aska, med egne motorer. Derudover blev den i midten af 1990'erne af Daewoo producerede, på Ascona C baserede Espero, også markedsført i Tyskland.

## Cabrioletombygninger
Ascona C blev med diverse motorer og i diverse udstyrsvarianter også solgt som cabriolet på basis af den todørs sedan. De fleste biler blev af firmaet Hammond & Thiede ombygget hos karrosserifabrikanten Voll i Würzburg-Heidingsfeld. Mellem sommeren 1983 og sommeren 1988 blev der fremstillet næsten 2.900 eksemplarer. I Tyskland kunne Hammond & Thiede Cabriolet bestilles hos enhver Opel-forhandler. I Storbritannien blev cabrioletversionen solgt under navnet Vauxhall Cavalier Convertible. Af en anden udførelse, Keinath C3 Cabriolet, blev der fremstillet 434 ombyggede eksemplarer. Yderligere forsøg på en cabrioletudgave af Ascona C fra firmaerne Michelotti, Tropic og Hy-Tech mislykkedes.